# Joachim von Siegroth
Joachim Ferdinand Max von Siegroth (25 décembre 1896 à Oberlobendau, arrondissement de Goldberg - 2 mai 1945 à Halbe) est un général allemand de la Seconde Guerre mondiale. Son groupe de combat a reçu l'Ärmelband Metz 1944 le 24 octobre 1944. Generalmajor le 9 novembre 1944, il a reçu à titre posthume la croix de chevalier de la croix de fer avec feuilles de chêne, le 9 mai 1945.

## Biographie
Joachim Ferdinand Max von Siegroth (de) s'engage comme Fahnenjunker dans l'armée royale de Prusse en 1914. Il sert ensuite dans le 33e régiment de fusiliers. Après la guerre, Siegroth poursuit sa carrière dans la police allemande. Joachim von Siegroth réintègre l'armée en octobre 1935 et sert dans le 9e régiment d'infanterie. En 1938, il est nommé professeur de tactique à l'école militaire de Dresde, où il est promu Oberstleutnant, lieutenant-colonel.
Lorsque la Seconde Guerre mondiale éclate, Joachim von Siegroth est commandant du 3e bataillon du 122e Infanterie-Regiment. Avec son unité, il participe à la campagne de Pologne, puis à la campagne de France. En octobre 1940, Joachim von Siegroth prend le commandement du 255e Infanterie-Regiment, une unité de la 110e Infanterie-Division. Alors qu'il sert en Russie, Siegroth obtient la Deutsches Kreuz en or. Promu Oberst, colonel, le 1er février 1942, Siegroth commande le 255e Grenadier-Regiment.
En avril 1944, le colonel von Siegroth suit une formation de commandement à Hirschberg. Le 1er juillet 1944, il prend le commandement de la Fahnenjunkerschule VI, l'école des élèves officiers d'infanterie de Metz. Début septembre, la ligne de front se rapprochant de Metz, Siegroth  prend le commandement d'un groupe de combat, constitué notamment par les élèves de cette école d'officiers. Pour son engagement au cours de la bataille de Metz, Siegroth obtient la croix de chevalier de la croix de fer (Ritterkreuz des Eisernen Kreuzes) le 18 octobre 1944. L'Ärmelband "Metz 1944" est créé pour récompenser le courage et la pugnacité de son groupe de combat au cours de la bataille de Metz. Pour son action au combat, il est alors promu Generalmajor, le 9 novembre 1944.

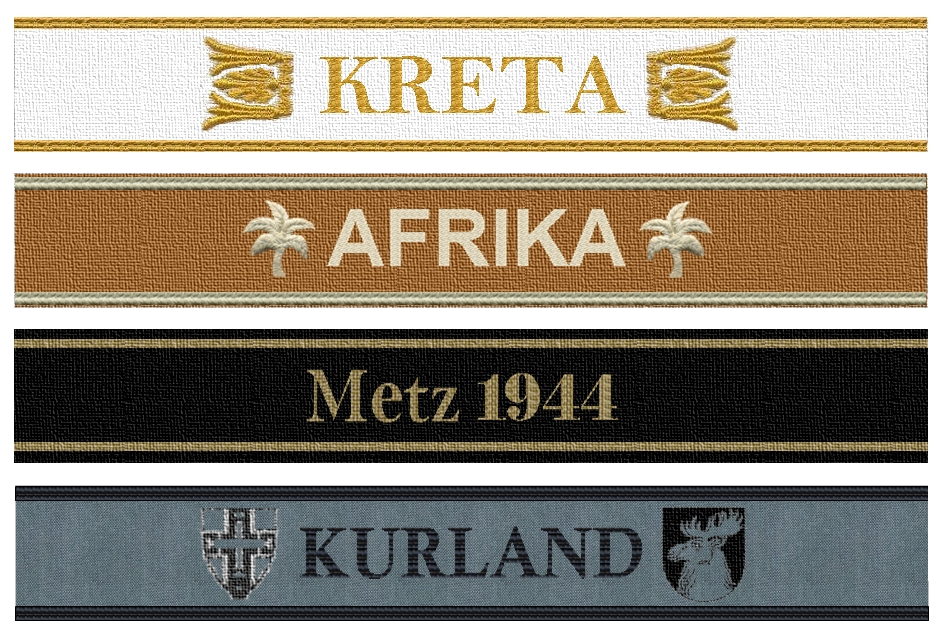
Armelband Metz 1944

Nommé commandant de la 712e Infanterie-Division en février 1945, il se bat sur l'Oder, près de Küstrin. Il est porté disparu début mai 1945, au cours de la bataille d'Halbe. Sur proposition du General der Infanterie Theodor Busse, Joachim von Siegroth reçut, à titre posthume, la croix de chevalier de la croix de fer avec feuilles de chêne, le 9 mai 1945. Cette décoration était attribuée pour récompenser un acte d'une extrême bravoure sur le champ de bataille, ou un commandement militaire réussi.

## États de service
- Fahnenjunker, le 11 août 1914 ;
- Leutnant, le 18 février 1915 ;
- Polizei-Oberleutnant, le 18 février 1920 ;
- Polizei-Hauptmann, le 30 juin 1926 ;
- Polizei-Major, le 19 décembre 1933 ;
- Major, le 1er octobre 1935 ;
- Oberstleutnant, le 1er mars 1939 ;
- Oberst, le 1er février 1942 ;
- Generalmajor, le 9 novembre 1944.

## Décorations
- Croix de fer (1914) ;
  - 2e classe ;
- Croix hanséatique, le 24 septembre 1917 ;
- Insigne des blessés (1914) ;
  - en bronze, le 24 octobre 1918 ;
- Croix d'honneur 1914-1918 ;
- Croix de fer (1939) ;
  - 2e classe (12 juin 1940) ;
  - 1re classe (22 juin 1940) ;
- Agrafe de la liste d'honneur ;
- Insigne de combat d'infanterie ;
- Bande de bras Metz 1944, le 24 octobre 1944 ;
- Croix allemande, le 19 décembre 1941 ;
- Croix de chevalier de la croix de fer avec feuilles de chêne ;
  - Croix de chevalier le 18 octobre 1944, comme Oberst, en tant que commandant de la  Fahnenjunker-Schule VI de Metz et du Kampfgruppe Siegroth[2] ;
  - 878e feuilles de chêne le 9 mai 1945, en tant que Generalmajor et commandant de la 712e Infanterie-Division[3].